# Sabine Kebir
Sabine Kebir (* 8. Mai 1949 in Leipzig als Sabine Kortum) ist eine deutsche Autorin, Essayistin, Literaturwissenschaftlerin und Algerien-Spezialistin. Sie ist Mitglied im PEN-Zentrum Deutschland.

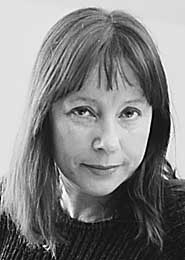
Sabine Kebir (1997)

## Leben
Kebir wurde als Tochter des Hochschullehrers für französische Geistesgeschichte Hans Kortum und der Französischlehrerin Christine Kortum geboren. Ab 1955 lebte sie in Ost-Berlin, wo sie von 1967 bis 1972 an der Humboldt-Universität zu Berlin Russisch, Französisch und Italienisch studierte. 1976 wurde sie am Zentralinstitut für Literaturgeschichte der Akademie der Wissenschaften der DDR zum Dr. phil. promoviert. 
1977 wanderte sie nach Algerien aus und lebte bis 1988 in Algier, wo sie an den Instituten für Politische Wissenschaft und Journalismus lehrte. Anschließend kehrte sie nach Deutschland zurück, habilitierte in West-Berlin und wurde Privatdozentin in Frankfurt am Main. Danach lehrte sie am Institut für Philosophie der Freien Universität Berlin. Von 2010 bis 2014 erforschte sie mit einem Stipendium der Hans-Böckler-Stiftung das Leben und Wirken der Schriftstellerin Elfriede Brüning.
Kebir ist mit dem algerischen Regisseur, Schauspieler und Märchenerzähler Saddek el-Kebir verheiratet, der in Ost-Berlin Theaterwissenschaft studiert hat. Mit ihm zusammen verfasste sie mehrere Kinderbücher nach kabylischen Volksmärchen. Kebirs Publikationen umfassen unter anderem literaturkritische, politologische und kulturtheoretische Themen.
Neben ihrer Tätigkeit als Sachbuch- und Belletristik-Autorin sowie Übersetzerin arbeitet Kebir regelmäßig für Hörfunk (mit Radiofeatures), Fernsehen und Printmedien wie die taz, den Tagesspiegel, die junge Welt, die Frankfurter Rundschau, Die Zeit, den Freitag und die Zweiwochenschrift Ossietzky.

## Schriften (Auswahl)

### Biografien
- Ein akzeptabler Mann? Streit um Bertolt Brechts Partnerbeziehungen. Der Morgen, Berlin 1987, ISBN 3-371-00091-5.
- Ein akzeptabler Mann? Brecht und die Frauen. Pahl-Rugenstein, Köln 1989, ISBN 3-7609-7028-1; auch Aufbau, Berlin 1998, ISBN 3-7466-8028-X.
- Ich fragte nicht nach meinem Anteil. Elisabeth Hauptmanns Arbeit mit Bertolt Brecht. Aufbau, Berlin 2000, ISBN 3-351-02462-2.
- Helene Weigel – Abstieg in den Ruhm. Aufbau Taschenbuch, Berlin 2002, ISBN 3-7466-1820-7.
- Mein Herz liegt neben der Schreibmaschine: Ruth Berlaus Leben vor, mit und nach Bertolt Brecht. Edition Lalla Moulati, Algier 2006, ISBN 9961-788-06-0.
- mit Hans Coppi junior: Ilse Stöbe: Wieder im Amt. Eine Widerstandskämpferin in der Wilhelmstraße. VSA, Hamburg 2013, ISBN 978-3-89965-569-8 (Buch als PDF).
- Frauen ohne Männer? Selbstverwirklichung im Alltag. Elfriede Brüning (1910–2014): Leben und Werk. Aisthesis, Bielefeld 2016, ISBN 978-3-8498-1105-1.

### Romane
- Eine Bovary aus Brandenburg. Morgenbuch, Berlin 1991, ISBN 3-371-00353-1.

### Sachbücher und Artikel (Auswahl)
- Algerien. Zwischen Traum und Alptraum. Erweiterte und aktualisierte Neuausgabe, Econ Taschenbuch, Düsseldorf 1995, ISBN 3-612-26194-0.
- Antonio Gramscis Zivilgesellschaft. VSA, Hamburg 1991, ISBN 3-87975-556-6.
- Dialektik des Schleiers. Das Beispiel Algerien. In: Edith Laudowicz (Hrsg.): Fatimas Töchter. Frauen im Islam. (= Neue Kleine Bibliothek. Band 29). PapyRossa, Köln 1992, ISBN 3-89438-051-9, S. 162–180.

### Kinderbücher
- mit Saddek Kebir: Mistkäfers Hochzeit: Algerisches Volksmärchen. Edition Lalla Moulati, Algier 2004, ISBN 9961-788-07-9.
- mit Saddek Kebir: Unter dem Feigenbaum: Algerische Geschichten und Verse. Edition Lalla Moulati, Algier 2005, ISBN 9961-788-08-7.
- mit Saddek Kebir: Hamidusch und die Prinzessin der sieben Meere: Orientalisches Märchen. Edition Lalla Moulati, Algier 2006, ISBN 9961-788-14-1.